# Нажимский, Якуб Флориан
Якуб Флориан Нажимский (пол. Jakub Florian Narzymski; 1690 — 21 августа 1759) — государственный деятель Речи Посполитой, стольник закромский и подкоморий нурский, каштелян плоцкий (1730—1734), воевода черниговский (1734—1737) и поморский (1737—1758), староста бобровницкий, цеханувский, скаршевский.
Потомок польского шляхетского рода (герба Долэнга), выходцев из Нажима герцогства прусского.
В 1740 был награждëн орденом Белого орла.
Разбитый параличем умер и похоронен в Варшаве.